# L'Aventurier (film, 1954)
Pour les articles homonymes, voir L'Aventurier.
Pour plus de détails, voir Fiche technique et Distribution.
L'Aventurier (Lettera napoletana) est un melodramma strappalacrime italien réalisé par Giorgio Pàstina et sorti en 1954.

## Fiche technique
- Titre français : L'Aventurier[1]
- Titre original italien : Lettera napoletana[2]
- Réalisateur : Giorgio Pàstina
- Scénario : Luigi Capuano, Luigi Cioffi
- Photographie : Giuseppe La Torre
- Montage : Jolanda Benvenuti (it)
- Musique : Giuseppe Cioffi (it)
- Décors : Alfredo Montori (it)
- Maquillage : Luigi Storiale
- Production : Fortunato Misiano
- Société de production : Romana Film (it)
- Pays de production :  Italie
- Langue originale : italien
- Format : Noir et blanc - 1,37:1 - Son mono - 35 mm
- Durée : 92 minutes
- Genre : Melodramma strappalacrime
- Dates de sortie :
  - Italie : 12 juillet 1954
  - France : 1963[1]

## Distribution
- Giacomo Rondinella : Franco De Rosa
- Virna Lisi : Anna Esposito
- Otello Toso : Alvaro Ramirez
- Lianella Carell : Laura Conforto
- Beniamino Maggio : Carluccio
- Rosalia Maggio : Concetta
- Natale Cirino : Gaetano Esposito, le père d'Anna
- Lia Orlandini : la mère de Franco
- Mario Passante : serveur au restaurant
- Gigi Pisano : gardien de prison
- Ignazio Balsamo : commissaire Magrè
- Giulio Battiferri : Juan
- Almarella : chanteuse au club de danse
- Gianni Lupoli : compagnon de cellule
- Pasquale De Filippo

## Production
Le film a été tourné pour les intérieurs dans les locaux d'Incir De Paolis à Rome et pour les extérieurs entre Naples et Salerne.